# タイラー・ディブリング
タイラー・ディブリング（Tyler Dibling, 2006年2月17日 - ）は、イングランド・エクセター出身のサッカー選手。プレミアリーグ・サウサンプトンFC所属。イングランド代表。ポジションはミッドフィールダー。

## クラブ経歴
エクセター出身で、地元のクラブチームのアクスミンスター・タウンAFCでサッカーを始めた。 5歳でミルウェイ・ライズFCに入団し、ユースチームで2年間過ごした。 2012年にサウサンプトンFCに入団し、 7歳のときにエクセター・シティで1年間過ごした。
2022年4月、プレミアリーグ2のニューカッスル・ユナイテッド戦でほぼ同じゴールでハットトリックを達成し、そのゴールの動画が話題になった。
2022年、プレミアリーグのブレントフォード戦でベンチ入りした後、ニューカッスル・ユナイテッドとチェルシーから注目を集め、2022年7月にチェルシーに加入した。17歳になったらプロ契約を結ぶ約束を受けていたがチェルシーでは定着できず、2022年9月にサウサンプトンに復帰した。
2023年2月22日、サウサンプトンと初のプロ契約を結んだ。
2023年12月18日、クラブと2026年までの契約延長をした。
2023年8月8日、EFLカップのジリンガム戦で、85分にジェイデン・メゴマと交代し、プロデビューを果たした。  2024年1月13日、シェフィールド・ウェンズデイ戦で、 88分にライアン・フレイザーと交代し、リーグ戦初出場を果たした。 
2024年8月17日、ニューカッスル・ユナイテッド戦で、70分にジョー・アリボと交代し、プレミアリーグ初出場を果たした。

## 代表経歴
U16、U17、U18にイングランド代表として選出されている。
2023年5月17日、UEFA U-17欧州選手権2023に出場するイングランド代表に選出された。
2023年9月6日、フランス代表戦でU-18イングランド代表デビューを果たした。
2023年11月2日、2023 FIFA U-17ワールドカップのイングランド代表に選出された。グループリーグの開幕戦でニューカレドニア代表と対戦し得点した。
2024年9月7日、クロアチア代表戦でU-19イングランド代表デビューを果たした。